# Alexander Hetjes
Alexander W. Hetjes (* 7. Juli 1979 in Frankfurt am Main) ist ein deutscher Politiker (CDU) und Oberbürgermeister der Stadt Bad Homburg vor der Höhe.

## Ausbildung und Beruf
Hetjes wuchs im Bad Homburger Stadtteil Kirdorf auf und machte in Friedrichsdorf 1999 an der Philipp-Reis-Schule sein Abitur. Nach seinem Abschluss als Versicherungskaufmann bei der Gesellschaft Alte Leipziger wurde er als selbständiger Kaufmann im Versicherungsbereich tätig.
Hetjes ist zum zweiten Mal verheiratet. Er hat einen Sohn und eine Tochter aus erster Ehe.

## Tätigkeit in der Kommunalpolitik
Alexander Hetjes trat 1996 der Jungen Union und 1998 der CDU bei. 2001 wurde er erstmals als Stadtverordneter in Bad Homburg gewählt, 2006 wurde er stellvertretender und 2011 Fraktionsvorsitzender.
Bei der Oberbürgermeisterwahl am 14. Juni 2015 konnte Hetjes im ersten Wahlgang 48,0 Prozent der Stimmen erreichen und lag damit deutlich vor Amtsinhaber Michael Korwisi (29,2 Prozent) und vor dem Mitbewerber und Bürgermeister Karl Heinz Krug von der SPD (22,2 Prozent). In der Stichwahl am 28. Juni 2015 konnte sich Hetjes mit 61,5 Prozent der Stimmen deutlich gegen Amtsinhaber Korwisi (38,5 Prozent) durchsetzen. Hetjes amtiert seit dem 18. September 2015. Bei der Oberbürgermeisterwahl am 14. März 2021 setzte er sich bereits im ersten Wahlgang mit 59,6 Prozent der Stimmen durch und konnte damit als erster Bad Homburger Oberbürgermeister seit 1995 sein Amt verteidigen.